# Fino all'inferno (film 2018)
Fino all'inferno è un film del 2018 diretto ed interpretato da Roberto D'Antona.

## Trama
Tre ladri incrociano la propria strada con quella di una madre ed un figlio e tutti legati da un infausto destino. Un'organizzazione segreta cerca di prendere il potere sul futuro del mondo.

## Distribuzione
Il film è stato distribuito nelle sale cinematografiche italiane a partire dal 2 agosto 2018.